# Centralne ogrzewanie

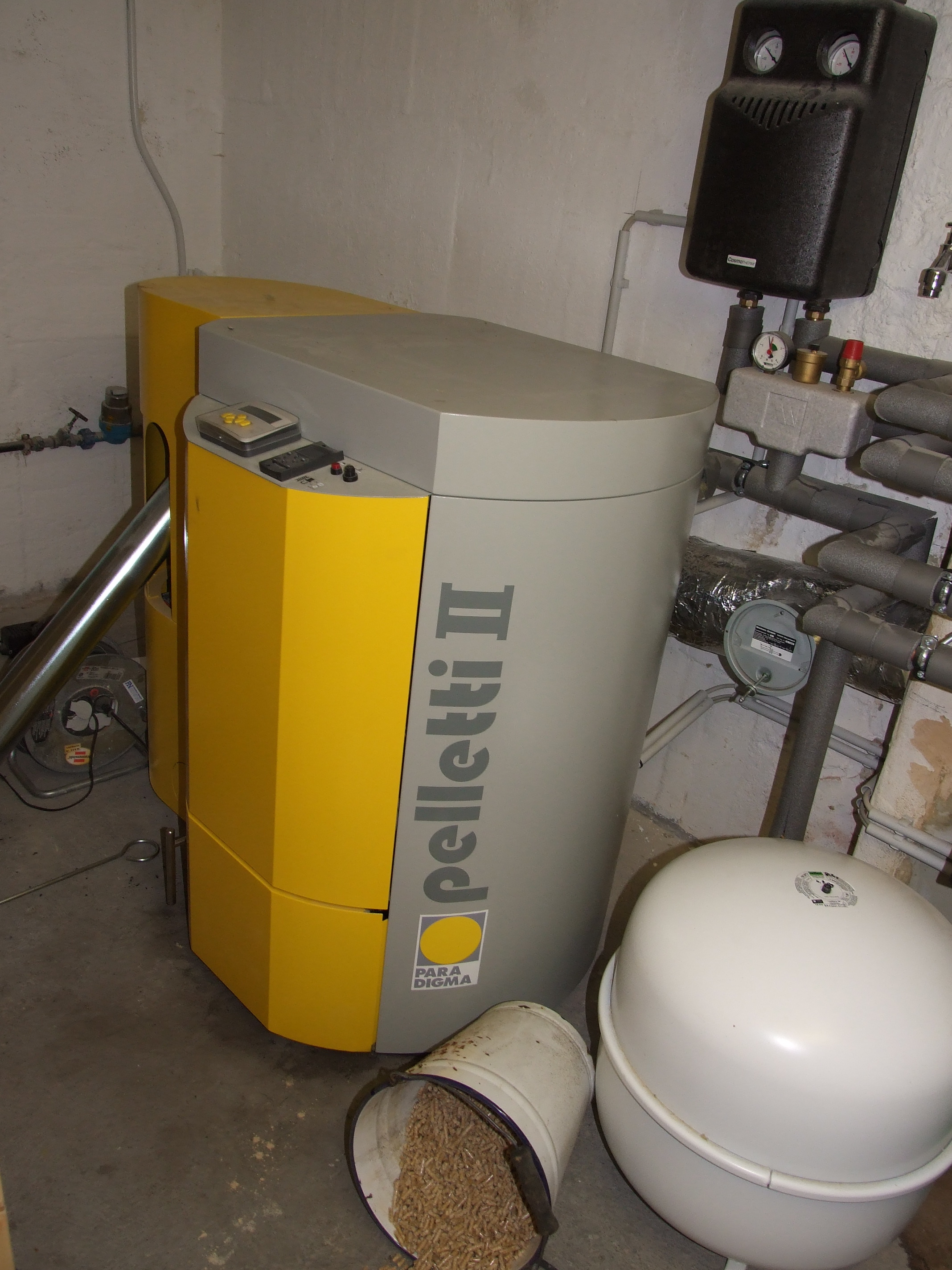
Kocioł centralnego ogrzewania na pelet zainstalowany w piwnicy budynku mieszkalnego.

Centralne ogrzewanie – system doprowadzania ciepła (gorącej wody, pary wodnej lub gorącego powietrza) do ogrzewania poszczególnych pomieszczeń budynku z centralnego punktu wytwarzania.
Do centralnych źródeł ogrzewania zalicza się: kotłownie w budynkach indywidualnych, elektrociepłownie, ciepłownie, kotłownie osiedlowe lub kotłownie lokalne w budynkach wielomieszkaniowych.